# Stomatepia mariae
Stomatepia mariae är en fiskart som först beskrevs av Holly, 1930.  Stomatepia mariae ingår i släktet Stomatepia och familjen Cichlidae. IUCN kategoriserar arten globalt som akut hotad. Inga underarter finns listade i Catalogue of Life.